# Provincia de Izumo
La provincia de Izumo (因幡国 Izumo-no-kuni?) fue una provincia japonesa que en la actualidad correspondería a la parte oriental de la prefectura de Shimane. Izumo limitaba con las provincias de Iwami, Hōki y Bingo. Formaba parte del circuito del San'indō. Su nombre abreviado era Unshū (雲州?).
La capital provincial (kokufu) estaba en la ciudad de Matsue y el Izumo Taisha fue designado como el principal santuario sintoísta (ichinomiya) para la provincia.